# Николај Абрамов
Николај Иванович Абрамов (рус. Никола́й Ива́нович Абра́мов; 5. јануар 1950 — 6. август 2005) био је руски и совјетски фудбалер. 

## Биографија
Према мемоарима Генадија Логофета, Абрамов је већ са 18 година играо „феноменално”. Године 1969, у својој првој сезони за московски Спартак, постао је шампион СССР-а. Већ 1970. године учествовао је у две утакмице Купа европских шампиона против Базела. Потом 1971. године, заједно са тимом, освојио је Куп СССР-а. Укупно је од 1969. до 1976. за Спартак одиграо 181 утакмицу на свим турнирима и постигао 1 гол, а био је и један од лидера „црвено-белих”. Са 28 година прелази у друголигашки клуб Москвич, а 1981. је неко време њихов тренер.
Абрамов је наступио 3 пута за репрезентацију Совјетског Савеза, против Југославије и Западне Немачке 1972. и против Аргентине 1976. Био је у саставу репрезентације Совјетског Савеза на Европском фудбалском првенству 1972. године, са екипом је освојио друго место, али није добио шансу да игра на турниру. 
Преминуо је 6. августа 2005. на ветеранском турниру сећања на министра железница Бешчова, одржаном на стадиону Локомотива, од акутног срчаног удара на фудбалском терену.

## Успеси

### Клуб
- Првенство СССР: 1969.
- Куп СССР: 1971.